# Johann Peter Andreas Müller
Johann Peter Andreas Müller, auch: Johannes Peter Andreas Müller, Pseudonym: Johannes Aspontanus (* 27. Januar 1744 in Hettstedt; † 12. Januar 1821 in Aurich) war ein deutscher Philosoph, lutherischer Theologe und Hochschullehrer.

## Leben
Johann Peter Andreas Müller wurde in Hettstedt im Mansfelder Land als Sohn des Peter Andreas Müller, Zwölfter der Bürgerschaft, Seifensieder und Gerichtsschöppe, geboren. Er besuchte bis zum 15. Lebensjahr die Schule in Hettstedt und anschließend vom 12. Oktober 1759 bis 20. März 1764 die Fürstenschule Pforta. Müller immatrikulierte sich am 23. Mai 1764 an der Universität Leipzig und wechselte 1767 an die Universität Halle, wo er zum Magister der Philosophie avancierte und nach am 1. Oktober 1767 gehaltener Disputation, zum Magister legens als Privatdozent habilitierte. Nach weiteren Disputationen wurde er als Adjunkt an der Philosophischen Fakultät aufgenommen.
1777 wurde er zum ordentlichen Professor der Logik und Metaphysik an der Friedrichs-Universität in Bützow berufen als Nachfolger Samuel Simon Wittes. Zugleich wurde er Adjunkt der Theologischen Fakultät. Im selben Jahr erhielt er an der Universität Tübingen zur „Gelegenheit der 300 jährigen Jubelfeier“ die Ernennung zum Dr. theol. h. c. 1778 wechselte er als außerordentlicher Professor auf die durch die Flucht von Ferdinand Ambrosius Fidler freigewordene Professur der Theologie, die er bis 1789 innehatte. Müller war Mitglied im herzoglichen Konsistorium in Rostock und ab 1780 Wirklicher Konsistorialrat und bekleidete dreimal, im Wintersemester 1779, im Wintersemester 1782 und im Sommersemester 1787 das Amt des Rektors.
Als die Universität Bützow im Jahre 1789 aufgehoben und wieder mit der Universität Rostock vereinigt wurde, blieb er mit einer auf Lebenszeit ausgesetzten Pension in Bützow. Als Schriftleiter verfasste Müller ab 1780 mehrere Aufsätze in den Gelehrten Beyträge zu den mecklenburg-schwerinschen Nachrichten und den critischen Beiträgen zur neuesten Geschichte der Gelehrsamkeit (Hertel, Leipzig, 1786 bis 1791, 5 Bde.). Am 1. November 1793 wurde er zum ordentlichen vierten Professor der Theologie an der Universität Wittenberg, zum Probst der Wittenberger Schlosskirche und zum zweiten Assessor am Wittenberger geistlichen Konsistorium ernannt. Allerdings zog er seine Zusage zur Witteberger Professur zurück, da die orthodoxen lutherischen Theologen in Wittenberg beim sächsischen Kurfürsten Einspruch gegen seine Ernennung eingelegt hatten. 1797 wurde er auf Bitte einer Anzahl von ostfriesischen Predigern in dem zu Preußen gehörenden Fürstentum Ostfriesland und dem Harlingerland zum Generalsuperintendenten ernannt. Zudem war er Hofprediger in Aurich und Konsistorialrat am Königlichen Konsistorium zu Aurich. Er führte diese Ämter, bis er nach kurzer Krankheit am 12. Januar 1821 verstarb.
Müller war verheiratet und hatte einige Kinder. Seine einzige Tochter Friedericke Magdalena Johanna Müller (* 3. Mai 1782 in Bützow; † April 1855 in Hamburg), verheiratete sich am 18. November 1812 in Hamburg mit dem Hamburger Kaufmann und Fabrikant Johann Hinrich Rücker (* 9. März 1780 in Hamburg; † Ebenda 20. August 1837).

## Werkauswahl
- De Immortalitate Eorvm Qvi Verbvm Christi Servant Ad Ioh. VIII,51. Hendel, Halle/Magdeburg, 1767
- Dissertatio Inavgvralis Hermenevtica In Rom. V, 12.13.14. Hendel, Halle/Magdeburg, 1767, (Digitalisat)
- Dispvtatio Philosophica De Conivnctione Animi Cvm Corpore Physica. Hendel, Halle/Magdeburg, 1768
- Von dem menschlichen Verstande und den nothwendigen Vernunftwahrheiten, die man den zufälligen entgegen setzt. Gebauer, Halle, 1769, (Digitalisat)
- Dissertatio Historico Philologica De Ordine Rervm Christi in Galilæa Gestarvm Matth. IV,12 - Marc. I,14 - Luc. IV,14. Lehmann, Halle/Magdeburg, 1770, (Digitalisat)
- Belehrung vom Kanon des Alten Testaments, zur Vertheidigung des göttlichen Ursprungs und Ansehens der sämmtlichen göttlichen Schriften des Alten Testaments. Saalbach, Leipzig, 1774,
- Gemeinnützige Vorträge : in gottesdienstlicher Versammlung gehalten. Hilscher, Leipzig, 1776, (Digitalisat)
- Die göttliche Anstalt der Fortpflanzung auf der Erde : auf Veranlassung der Gebuhrt eines erwünschten Prinzen des Durchlauchtigsten Herzoglichen Hauses Mecklenburg-Schwerin und Güstrow. Berger- und Boednerschen Buchhandlung, Bützow/Wismar, 1778, (Digitalisat)
- Anmerkungen über die erste Weltgeschichte 1 Mos. I, II und III. Frankfurt/Leipzig, 1782, (Digitalisat)
- Joh. Aspontani Ad Rud. Plimmelium De Deitate Jesu Christi: Epistolae Quatuor. Hertel, Leipzig, 1789, (Digitalisat)
- Neue Darstellung der christlichen Glaubenslehre. Hertel, Leipzig, 1790,
- Zwey Predigten : in Berlin gehalten ; Mit Anmerkungen. Ohne Ort (Berlin), 1793,
- D. Joh. Pet. Andr. Müllers, Königl. Preuss. Consistorialraths und Generalsuperintendenten im Fürstenthum Ostfriesland und Harlingerland, zwey erste Predigten zum Antritt in Aurich gehalten. Schulte, Aurich, 1797,